# Wang Yidi
Wang Yidi (en chino: 王艺迪; 14 de febrero de 1997) es una deportista china que compite en tenis de mesa. Ganó una medalla de bronce en el Campeonato Mundial de Tenis de Mesa de 2021, en el torneo individual.

## Palmarés internacional
| Campeonato Mundial | Campeonato Mundial | Campeonato Mundial | Campeonato Mundial  |
| Año                | Lugar              | Medalla            | Prueba              |
| ------------------ | ------------------ | ------------------ | ------------------- |
| 2021               | Houston            | Medalla de bronce  | Individual femenino |
| 2022               | Chengdu            | Medalla de oro     | Equipo              |